# Kefir

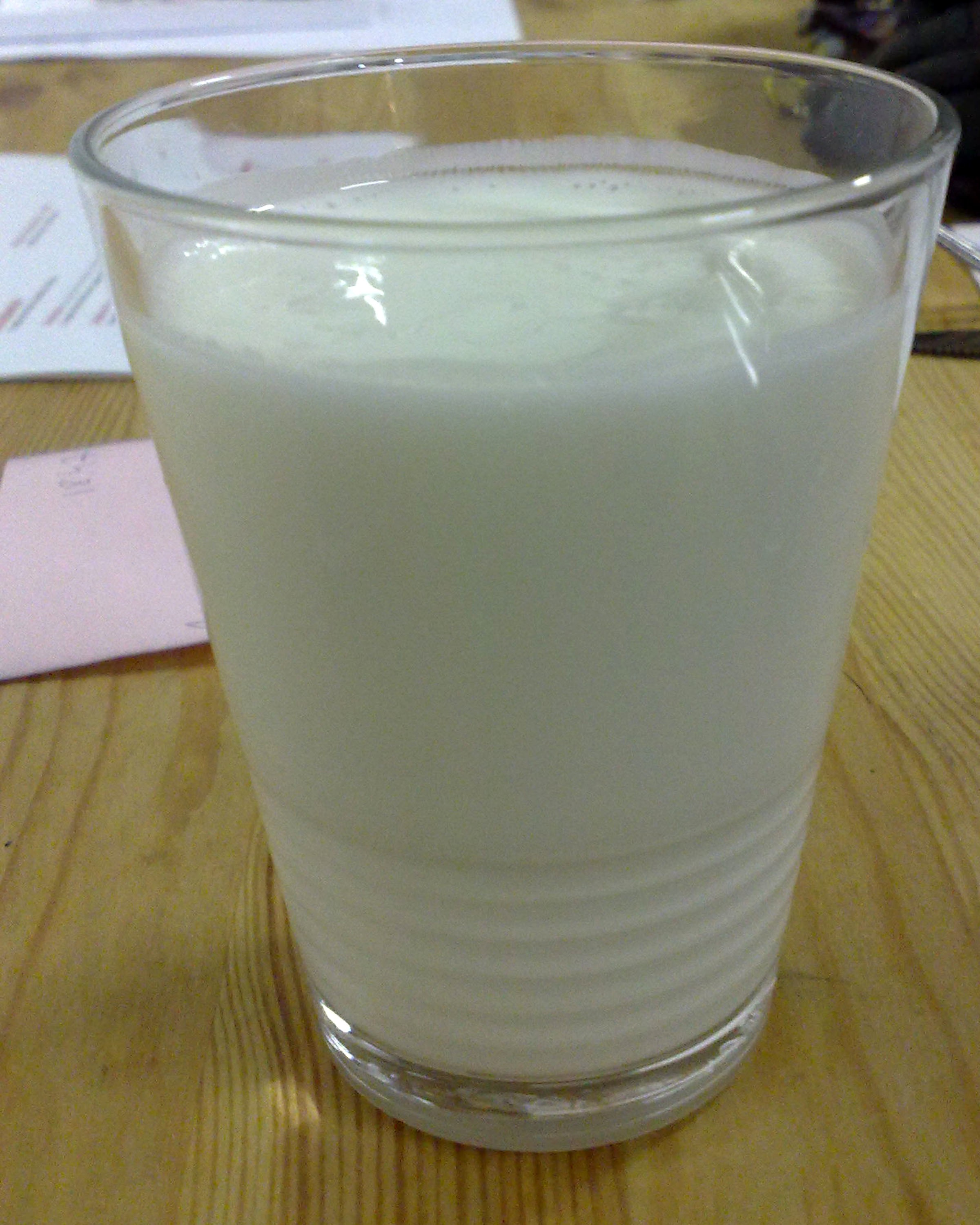
Ein Glas Kefir

Kefir (russisch кефи́р kefir; international auch kephir) ist ein dickflüssiges Sauermilchprodukt mit einem geringen Gehalt an Kohlensäure und manchmal Alkohol (zwischen 0 % und maximal 2 %), das ursprünglich aus der Nordkaukasus-Region stammt. Ähnlich wie Joghurt entsteht Kefir durch einen Gärungsprozess (Fermentation), an dem aber neben Milchsäurebakterien wie Lactococcus lactis, Lactobacillus acidophilus und Lactobacillus kefiranofaciens auch Hefen wie Candida utilis, Saccharomyces fragilis, Kluyveromyces marxianus (alias Candida kefyr) und Kluyveromyces lactis beteiligt sind, die Kohlensäure und Alkohol bilden. Kefir ist neben Choormog und Kumys eines der Milchprodukte, bei deren Herstellung Hefe eingesetzt wird.
Während die Mikroorganismen im Kefir den Milchzucker umsetzen, basiert der sogenannte Wasserkefir auf der Vergärung von Haushaltszucker oder Fructose in wässriger Lösung.
Nachdem Kefir außerhalb der Kaukasus-Region zunächst wenig Verbreitung gefunden hatte, wurde er ab 1908 in Russland von Ärzten als heilsames Getränk Patienten mit z. B. Darmbeschwerden verabreicht.
Kefir zeichnet sich gegenüber anderen Sauermilchprodukten durch ein charakteristisches Aroma aus. Wie alle Sauermilchprodukte besitzt er den Vorteil der (zumindest für Erwachsene) besseren Bekömmlichkeit und der gegenüber Rohmilch sehr viel längeren Haltbarkeit. Kefir hat einen typischen pH-Wert von 4,2 bis 4,6.
Zu den Richtlinien über Kefir und Kefir, mild in der Milcherzeugnisverordnung und Handelsnamen siehe: Sauermilchprodukte#Kefir.

## Herstellung
Milchkefir entsteht, indem man über ein bis zwei Tage Kuh-, Ziegen- oder Schafsmilch mit Kefirknollen versetzt. Für die Herstellung des verwandten Produkts Kumys wird Stutenmilch verwendet. Falls zur Herstellung keine H-Milch oder pasteurisierte Milch verwendet wird, empfehlen verschiedene Quellen, die Roh- oder Vorzugsmilch zuvor abzukochen, um die Vermehrung unerwünschter Mikroorganismen zu unterdrücken. Kefirknollen können auch ein bis zweimal Pflanzendrinks ansäuern, danach müssen sie sich wieder in Milch erholen.
Der Ansatz wird daraufhin stehengelassen. Viele Anleitungen sehen das einmalige Umrühren nach einigen Stunden vor. Optimale Temperaturen liegen zwischen 10 und 25 °C. Dabei wird die Milch fermentiert. Der Alkoholgehalt des fertigen Produkts kann je nach Gärdauer 0,2 bis etwa 2 % betragen.
Bei niedrigeren Temperaturen zwischen 8 und 18 °C überwiegt die Hefegärung und das Produkt ist milder, da es weniger Milchsäure enthält. Der Gehalt an Kohlendioxid und Ethanol ist hingegen höher. Wenn das Gefäß luftdicht verschlossen ist und der Kohlendioxidgehalt sich demzufolge erhöht, so beeinträchtigt dies das Wachstum der Hefen.
Bei höheren Temperaturen zwischen 20 und 28 °C findet überwiegend durch Bakterien Milchsäuregärung statt. Der Ethanol-Gehalt ist geringer, der Milchsäure-Gehalt höher. Die Molke trennt sich eher vom Bruch bzw. Sauermilchquark, der oben aufschwimmt.
Der Kefir sollte mindestens 16 Stunden fermentieren, besser jedoch 24 bis 36 Stunden.
Der Fettgehalt entspricht etwa dem der verwendeten Milch. Die Milchproteine werden teilweise hydrolysiert, d. h., in Peptide umgewandelt. Das cremige Getränk hat einen leicht säuerlichen Geschmack.
Der Kefir wird mit einem Sieb unter leichtem Schütteln von den blumenkohlartigen Kefirknollen getrennt.
Es ist nicht unbedingt notwendig, die Knollen mit Wasser zu spülen. Dies wird jedoch gelegentlich empfohlen und führt zu einer etwas verzögerten Entwicklung des Kefirs.
Sollen die Knollen nicht sogleich wieder verwendet werden, können sie mit einer Wasser-Milch-Mischung bedeckt an einem kühlen und dunklen Ort bis zur nächsten Zubereitung aufbewahrt werden. Andere Quellen sprechen von einer Aufbewahrung in einprozentigem, abgekochtem Salzwasser. Zur längeren Aufbewahrung ist es unter günstigen Umständen möglich, die Knollen zu trocknen, während das Einfrieren unproblematisch ist und nur eine gewisse Regenerationszeit erfordert.
Der säurehaltige Kefir kann Metallionen aus den Oberflächen von Metallgefäßen lösen. Dies kann zur Hemmung der Mikroorganismen in den Kefirknollen führen, Geschmacksbeeinträchtigungen erzeugen oder auch gesundheitsschädlich sein. Daher sollten ausschließlich Gefäße und Geräte aus Kunststoff, rostfreiem Stahl, Keramik oder Glas zur Herstellung und vor allem Lagerung benutzt werden.

### Kefirknollen

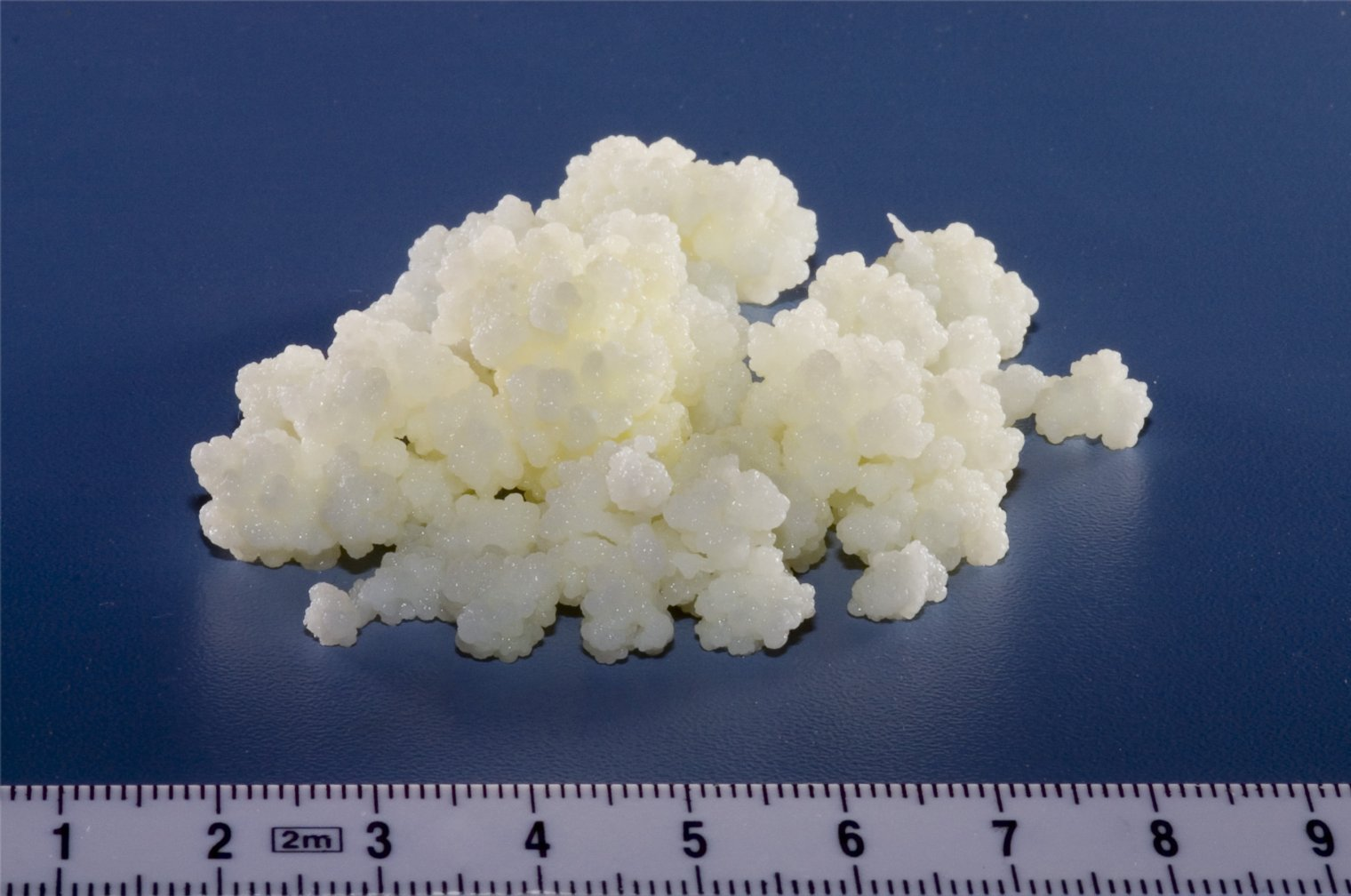
Die Kefirkörner

Die Kefirknollen (Kefirkörner, Kefirpilz, tibetanischer Pilz) werden zwischen 0,3 cm und 3,5 cm groß. Größere Knollen sind häufig aneinander „verklebte“ Kefirknollen. Kefirknollen haben eine gummiartige Konsistenz und bestehen aus Bakterien, Hefen, Proteinen, Lipiden und aus Polysacchariden, die durch verschiedene der in den Knollen enthaltenen Bakterien produziert werden. Diese Knollen vergrößern sich im Laufe der Zeit und zerfallen teilweise in kleinere Knollen. Sie verdoppeln ihre Masse bei Raumtemperatur in etwa 14 Tagen. Kefirknollen können zur Aufbewahrung getrocknet oder eingefroren werden.

### Kefirferment
In Reformhäusern und Apotheken ist Kefirferment in Form von fast wasserfreiem, körnigem Pulver erhältlich, das in ungeöffneter Packung über Monate haltbar ist. Die Anwendung ist unkompliziert. Der Ansatz kann nach Packungsangabe meist 40–50 mal verlängert werden, bevor erneut ein Ansatz mit Kefirferment hergestellt werden sollte. Bei der Verwendung von Kefirferment bilden sich keine Kefirknollen.

### „Kefir, mild“
Industriell hergestellter Kefir trägt die Bezeichnung „Kefir, mild“. Damit das entstehende Getränk immer gleich schmeckt, wird mit einer definierten Mischung verschiedener Bakterien und Hefen gearbeitet. Typische Kulturen in Kefir mild sind die Milchsäurebakterien Lactococcus lactis subsp. Cremoris, Lactococcus lactis subsp. Lactis, Lactococcus lactis subsp. lactis biovar diacetylactis, Streptococcus thermophilus und die Hefe Debaryomyces hansenii. Traditioneller Kefir ist regional und jahreszeitlich verschieden zusammengesetzt. „Kefir, mild“ enthält in der Regel kaum Alkohol, dafür aber pro 100 g noch ca. 2,7–3,9 g Laktose und ist somit bei Laktoseunverträglichkeit nicht geeignet. Der echte Kefir enthält im Vergleich mehr Alkohol, ist aber weitgehend laktosefrei.
Sahnekefir wird aus diesem Kefir meist mit einer Fruchtzubereitung ohne laktosevergärende Hefen hergestellt. Er ist von etwas dünnflüssigerer Konsistenz als Sahnejoghurt und enthält rund 10 % Fett im Milchanteil.

## Gesundheitlicher Wert

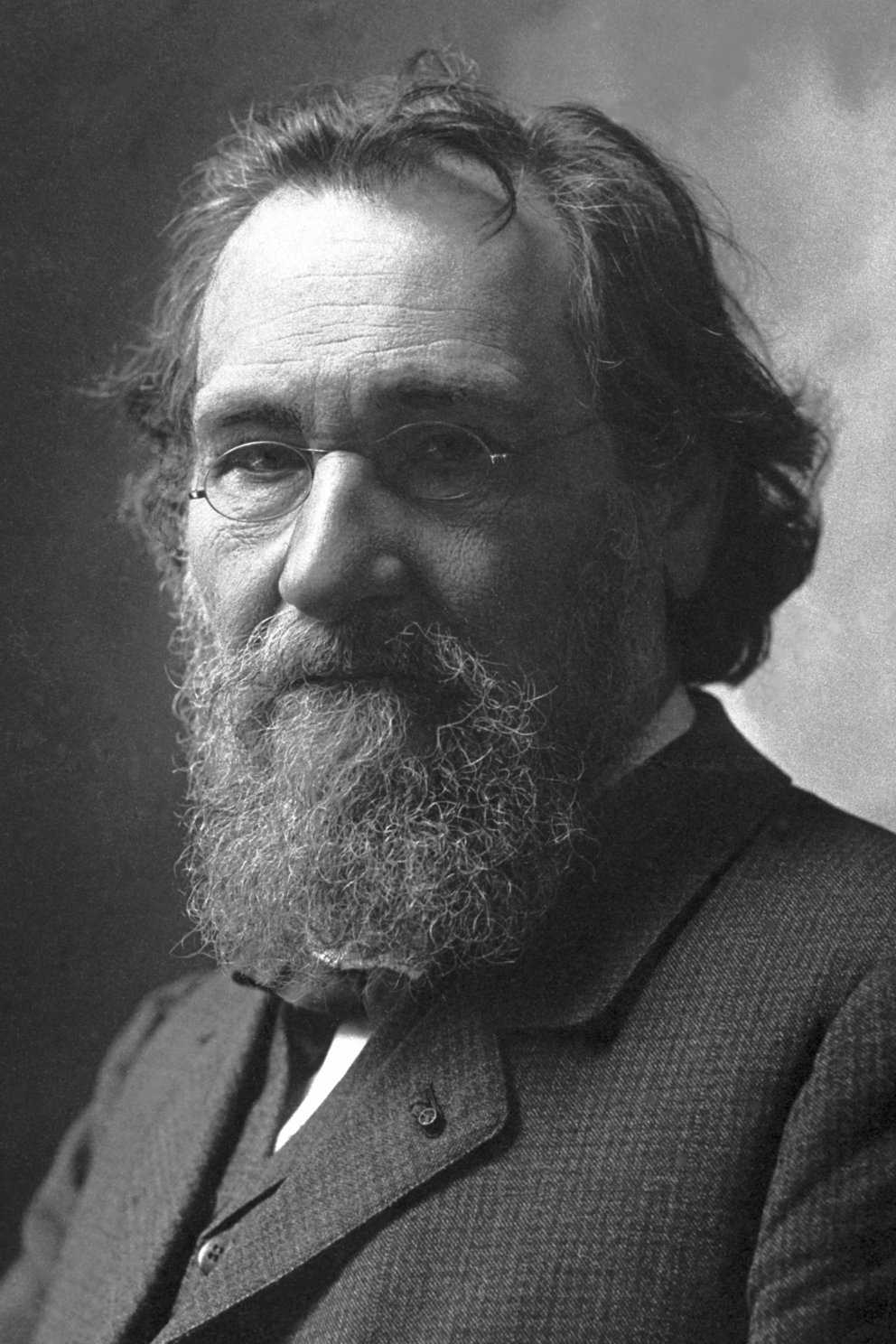
Auf den Nobelpreisträger Metschnikow (1908) geht die Aussage zurück, Kefir verlängere das Leben

Die häufig anzutreffende Aussage über die angeblich lebensverlängernde Wirkung von Kefir geht auf eine probiotische Schrift des russischen Bakteriologen Ilja Iljitsch Metschnikow zurück. Er hatte darin einen Zusammenhang zwischen dem relativ hohen Lebensalter von Rumänen und Bulgaren und deren regelmäßigem Verzehr von saurer Milch hergestellt. Da diese Publikation aus dem Jahr 1908 stammt, in dem Metschnikow den Nobelpreis verliehen bekam, wurde sie von einer breiten Öffentlichkeit zur Kenntnis genommen. Seitdem ist der Kefir oft auf seine gesundheitliche Wirkung hin untersucht worden. Kefir hat die Fähigkeit, pathogene Mikroorganismen zu unterdrücken. Beispielsweise werden Listerien innerhalb von 24 Stunden um ca. 90 % reduziert. Außerdem zeigen einige Studien, dass Milchkefir die Anzahl des Zahnkaries verursachenden Bakteriums Streptococcus mutans im Mundraum verringern kann. Zudem scheint er krebshemmend zu sein. Fermentierte Milchprodukte verweilen zudem länger im Darm als reine Milch, was möglicherweise zur besseren Verdaulichkeit beiträgt.

## Inhaltsstoffe
- Mikroorganismen:
  - Milchsäurebakterien wie Lactobacillus acidophilus, Bifidobacterium bifidum, Streptococcus thermophilus, Lactobacillus delbrueckii subsp. bulgaricus, Lactobacillus helveticus, Lactobacillus kefiranofaciens, Lactococcus lactis und Leuconostoc[18][19][17]  in Konzentrationen von rund einer Million zu einer Milliarde koloniebildender Einheiten pro Milliliter.[20]
  - Essigsäurebakterien
  - Propionibakterien
  - Hefen, die Lactose verarbeiten können: Kluyveromyces marxianus, Kluyveromyces lactis und Saccharomyces fragilis
  - Hefen, die keine Lactose verarbeiten können:  Saccharomyces cerevisiae, Torulaspora delbrueckii und Kazachstania unispora.[18]
- Gärungsprodukte: Milchsäure, Kohlensäure, Kohlendioxid, Ethanol (Alkohol)
- Nährstoffe: Polysaccharide (Mehrfachzucker) wie Kefiran (ein Stoffwechselprodukt der Milchsäurebakterien).[20]
- Vitamine oder Vitaminvorstufen: Vitamin A, Vitamin B1, Vitamin B2, Vitamin B6, Vitamin B12, Vitamin D, Folsäure, Niacin
- Mineralstoffe: Calcium, Eisen, Iod, Magnesium
- ausgewogenes Aminosäurenprofil (aus Ziegenmilch i. B. Glutaminsäure, Tryptophan+Valin, Leucin und Lysin)

Der in der Milch enthaltene Milchzucker (Lactose) wird zunächst von Milchsäurebakterien in Milchsäure, von Propionibakterien in Propionsäure und von weiteren Bakterien in Essigsäure, Diacetyl, Zitronensäure, Brenztraubensäure, Acetoin, Acetaldehyd und Aminosäuren umgewandelt, welche zum charakteristischen Geschmack des Kefirs beitragen.
Schließlich wird die verbleibende Lactose überwiegend von den langsameren Hefen in Alkohol und Kohlendioxid umgewandelt. Aufgrund des geringen Restgehalts an Milchzucker kann Kefir nach ausreichender Reifezeit ebenso wie Joghurt, Buttermilch und Dickmilch auch von den meisten Menschen mit Laktoseintoleranz konsumiert werden.

## Trivia
Russischen Legenden nach soll Mohammed orthodoxen Gläubigen im Kaukasus gezeigt haben, wie Kefir hergestellt wird.
Im deutschsprachigen Raum wurde ein Gebräu mit dem Namen „Kephyr“ und dessen gesundheitsfördernde Wirkung erstmals vom oberfränkischen Mönch Johannes von Porken im „Codex Franciscanae Celius Lactate“ erwähnt: „Wehr deit nucht dranke Kephyr heur, dens nimhals werd in olter Beuhr.“ (v. Porken, Celius Lactate, ca. 1470)